# Подюга
По́дюга — посёлок (до 2005 года — посёлок городского типа) в Коношском районе Архангельской области России. Административный центр Подюжского сельского поселения.

## География
Расположен на реке Подюга (бассейн Северной Двины). Железнодорожная станция на линии «Коноша — Котлас».

## История
В 1920-е годы небольшой населённый пункт становится лесозаготовительным предприятием, на котором работали раскулаченные крестьяне, переселившиеся с юга. В основном среди них были русские, украинцы, белорусы, татары, удмурты.
В 1936—1938 годах построены лесозавод, шпалозавод, электростанция, семилетняя школа, участковая больница, торговые объекты. В 1940 году Подюжский сельский совет был переведён в посёлок Подюга (бывший лесопункт 39-й км). В мае 1959 года Подюге был присвоен статус рабочего посёлка (посёлка городского типа).
Решением Архангельского облисполкома от 9 февраля 1963 года рабочий посёлок Подюга упразднённого Коношского района вошёл в состав Няндомского промышленного района. Решением Архангельского облисполокома от 9 октября 1964 года рабочий посёлок Подюга был передан в состав Коношского сельского района. Указом Президиума ВС РСФСР от 12 января 1965 года и решением Архангельского облисполкома от 18 января 1965 года Коношский сельский район был упразднён, рабочий посёлок Подюга вошёл в состав вновь образованного Коношского района.

## Население
| 1959  | 1970  | 1979  | 1989  | 2002  | 2010  |
| ----- | ----- | ----- | ----- | ----- | ----- |
| 9592  | ↘4774 | ↘4378 | ↘3569 | ↘3095 | ↘2626 |
| 2012  |       |       |       |       |       |
| ↘2612 |       |       |       |       |       |

## Экономика
Главные предприятия: Подюжский леспромхоз, Подюжский каменно-щебёночный завод (закрыты в 2009 и 2007 годах соответственно). В посёлке Подюга в сосновом бору вдоль реки Подюги находится детский оздоровительный лагерь «Зелёная поляна».

## Транспорт
Железнодорожная станция Подюга относится к Сольвычегодскому региону Северной железной дороги.

## Культура, социальная сфера
Недалеко от посёлка находится детский летний лагерь «Восход». С февраля 2003 года издается газета «Подюжский вестник». Есть библиотека.

## Спорт
Посёлок известен своими чемпионами по игре рэндзю. В июне 1999 года в Подюге прошло молодёжное первенство Европы, а в августе 2002 года — молодёжное первенство мира. В июне 2004 года в Подюге проходил 7-й Чемпионат Европы по рэндзю.

## Этимология
Слово Подюга с финно-угорского переводится — река в лесной глуши (падь — лесная глушь, га — река).

## Известные уроженцы
- Кашинцев, Сергей Александрович — советский серийный убийца
- Метревели, Ирина Владимировна — чемпион России и чемпион мира по шашкам-рэндзю, заслуженный тренер России
- Саврасова, Юлия Александровна — чемпион России и чемпион мира по шашкам-рэндзю
- Сердюков, Егор — двукратный чемпион России по шашкам-рэндзю
- Чурилов, Алексей Викторович — депутат Государственной Думы Российской Федерации II созыва
- Шубина, Нина Павловна[прим. 1] — снялась в 2003 году в главной роли бабушки Тоси в фильме режиссёра Лидии Бобровой «Бабуся». Сначала Нина Шубина отказалась, но потом согласилась. По её личной просьбе фильм снимался в её родной деревне Подюга. Также снималась в фильме «Ночной дозор»[12][нет в источнике]

### Карты
- Топографическая карта P-37-29_30.

1. 1 2  Паспорт муниципального образования «Коношский муниципальный район» по состоянию на 1 января 2012 года
2. ↑  Указ Президиума ВС РСФСР от 01.02.1963 «Об укрупнении сельских районов и образовании промышленных районов Архангельской области». Дата обращения: 22 сентября 2013. Архивировано 10 июля 2015 года.
3. ↑  Всесоюзная перепись населения 1959 года. Численность городского населения РСФСР, её территориальных единиц, городских поселений и городски — Демоскоп Weekly.
4. ↑  Всесоюзная перепись населения 1970 года Численность городского населения РСФСР, ее территориальных единиц, городских поселений и городских — Демоскоп Weekly.
5. ↑  Всесоюзная перепись населения 1979 года Численность городского населения РСФСР, ее территориальных единиц, городских поселений и городских — Демоскоп Weekly.
6. ↑  Всесоюзная перепись населения 1989 г. Численность городского населения РСФСР, ее территориальных единиц, городских поселений и городских ра
7. ↑  Всероссийская перепись населения 2002 года. Численность населения субъектов Российской Федерации, районов, городских поселений, сельских н
8. ↑  Всероссийская перепись населения 2010 года. Численность по муниципальным образованиям и населенным пунктам Архангельской области
9. ↑  Лагерь XXI века: от душевых до скалодрома. Дата обращения: 29 апреля 2018. Архивировано 29 апреля 2018 года.
10. ↑  Санкт-Петербург-2004: под «наплывным ветром». Дата обращения: 15 июня 2014. Архивировано 5 августа 2014 года.
11. ↑  Подюга в «рэндзю» впереди Европы всей
12. ↑  Одну из ролей фильма «Ночной дозор» сыграла жительница Архангельской области Архивная копия от 20 августа 2014 на Wayback Machine // rusnord.ru  (Дата обращения: 2 июня 3909)